# Шкаки, Фатхи
Фатхи Шкаки (араб. فتحي الشقاقي‎, 1951, Газа, Египет — 26 октября 1995, Слима, Мальта) — основатель фундаменталистского террористического движения «Палестинский исламский джихад» и его первый руководитель.
В период первой интифады Шкаки был арестован и выслан из Израиля. За границей, благодаря личным качествам, смог заручиться поддержкой ряда арабских лидеров и удачно реорганизовать «Исламский Джихад».
Организация Шкаки ответственна за многие теракты на территории Израиля, например на перекрёстке Бейт-Лид (совместно с Хамас), в секторе Газа и на Западном берегу.
После теракта в Бейт-Лид Израиль начал спецоперации по поимке лидеров организации, и в последние годы жизни Шкаки скрывался с женой и пятью детьми в лагере в Дамаске, под охраной личных телохранителей и сирийских спецслужб. В октябре 1995 года он прибыл на Мальту из Ливии, под видом ливийского гражданина. Когда после прогулки по городу Шкаки возвращался в гостиницу, с ним поравнялся мотоцикл с двумя агентами Моссада, один из которых выпустил в его голову и сердце три пули. Шкаки смогли опознать лишь через три дня.
На похороны Шкаки 1 ноября 1995 в Дамаске пришло более 40 тысяч человек.